# Corynothrichini
Tribu
Les Corynothrichini sont une tribu de collemboles de la famille des Orchesellidae.

## Liste des genres
Selon Checklist of the Collembola of the World (version du 24 août 2019) :
- Australotomurus Stach, 1947
- Corynothrix Tullberg, 1877
- Orchesellides Bonet, 1930

## Publication originale
- Mari Mutt, 1980 : A classification of the Orchesellinae with a key to the tribes, genera and subgenera (Collembola: Entomobryidae). Annals of the Entomological Society of America, vol. 73, no 4, p. 455-459 (texte intégral).